# تراكت
تراكت (بالإنجليزية: cdrkit)‏ عبارة عن مجموعة من برامج الحاسوب على قرص مدمج/ديفيدي للعمل الانظمة الشبيهة بيونكس. وشرع مشروع دبيان تراكت، كتفرع من cdrtools. تراكت يصدر تحت بنود رخصة جنو العمومية الإصدار الثاني. ارش لينكس، فيدورا، جنتو لينكس، ماندريفا لينكس, اوبن سوزي, وأوبونتو تحتوي جميعها على تراكت. يورج جاسبيرت هو قائد تراكت ومدير إصداراته.

## مكونات
المكونات الرئيسية هي ما يلي :
- wodim (اختصار لـ write optical disk media) الذي تفرع من برنامج cdrecord الموجود في cdrtools.
- icedax (اختصار لـ incredible digital audio extractor) الذي تفرع من برنامج cdda2wav في cdrtools.
- genisoimage (اختصار لـ generate ISO image) الذي تفرع من برنامج mkisofs في cdrtools.